# Vissaias Centrais
Vissaias Centrais (Visayas Centrais; cebuano: Tunga-tungang Kabisay-an, em inglês:  Central Visayas), também conhecida como Região VII, é uma região das Filipinas localizada na região central do arquipélago das Visayas. Ocupa una área de 14 852 km². De acordo com o censo de 1 de maio  de  2020 possui uma população de 8 081 988 habitantes e 1 966 588 domicílios.
Faz parte das ilhas Visayas. Inclui quatro províncias:
- Bohol
- Cebu
- Negros Oriental
- Siquijor

A região demarca o território ocupado pelos nativos falantes da língua cebuana. A capital da região é a cidade de Cebu.
As Visayas Centrais são composta por quatro províncias e três cidade independentes:
| Província/Cidade | Capital    | População (Maio de 2010) | Área (km²) | Densid. pop. (por km²) |
| ---------------- | ---------- | ------------------------ | ---------- | ---------------------- |
| Bohol            | Tagbilaran | 1255128                  | 4117,3     | 304,8                  |
| Cebu             | Cebu       | 2619362                  | 4800,11    | 545,7                  |
| Negros Oriental  | Dumaguete  | 1286666                  | 5402,3     | 238,2                  |
| Siquijor         | Siquijor   | 91066                    | 343,5      | 265,1                  |
|                  |            |                          |            |                        |
| Cebu¹            | —          | 866171                   | 280,2      | 3091,3                 |
| Lapu-Lapu¹       | —          | 350467                   | 64,22      | 5457,3                 |
| Mandaue¹         | —          | 331320                   | 34,87      | 9501,6                 |